# Isoetes schweinfurthii
Isoetes schweinfurthii là một loài dương xỉ trong họ Isoetaceae. Loài này được Baker mô tả khoa học đầu tiên năm 1860.